# Puig les Còpies
El Puig les Còpies és una muntanya de 681 metres que es troba entre els municipis de les Masies de Voltregà i d'Orís, a la comarca d'Osona.